# Formule 1 v roce 1983
XXXIV. Mistrovství světa jezdců F1 a XXVI. pohár konstruktérů

## Pravidla
Boduje prvních 6 jezdců podle klíče:
- První - 9 bodů
- Druhý - 6 bodů
- Třetí - 4 bodů
- Čtvrtý - 3 bodů
- Pátý - 2 body
- Šestý - 1 body

- Maximálně 12 válcové nepřeplňované motory o objemu 3000 cc nebo turbomotory o objemu 1500 cc
- Minimální hmotnost vozů 540 kg
- Do konečné klasifikace hodnocení jezdců se započítává všech 15 závodů
- V poháru konstruktérů se započítávají všechny výsledky obou vozů.

## Složení týmů
| Číslo                                    | Pilot                                                                    | Tým | |
| ---------------------------------------- | ------------------------------------------------------------------------ | --- | --- |
| Williams (TAG Williams Team)             | Williams (TAG Williams Team)                                             | Model: FW08C, FW09 Motor: Ford Cosworth DFV 3.0 V8, Honda RA163E 1.5 V6T Pneumatiky: Goodyear                                                     | Model: FW08C, FW09 Motor: Ford Cosworth DFV 3.0 V8, Honda RA163E 1.5 V6T Pneumatiky: Goodyear                     |
| 1 2 42                                   | Keke Rosberg Jacques Laffite Jonathan Palmer                             | Ross Brawn, David Brown, Frank Dernie Patrick Head, Brian O'Rourke, Ian Thomson                                                                   | |
| Tyrrell (Benetton Tyrrell Team)          | Tyrrell (Benetton Tyrrell Team)                                          | Model: 011, 012 Motor: Ford Cosworth DFV 3.0 V8 Pneumatiky: Goodyear                                                                              | Model: 011, 012 Motor: Ford Cosworth DFV 3.0 V8 Pneumatiky: Goodyear                                              |
| 3 4                                      | Michele Alboreto Danny Sullivan                                          | Maurice Philippe | |
| Brabham (Fila Sport)                     | Brabham (Fila Sport)                                                     | Model: BT52, BT52B Motor: BMW M12/13 1.5 L4T Pneumatiky: Michelin                                                                                 | Model: BT52, BT52B Motor: BMW M12/13 1.5 L4T Pneumatiky: Michelin                                                 |
| 5 6                                      | Nelson Piquet Riccardo Patrese                                           | Don Halliday, Gordon Murray, David North Charlie Whiting, Paul Rosche                                                                             | |
| McLaren (Marlboro McLaren International) | McLaren (Marlboro McLaren International)                                 | Model: MP4/1C, MP4/1E Motor: Ford Cosworth DFV 3.0 V8, TAG/Porsche TTE PO1 1.5 V6T Pneumatiky: Michelin                                           | Model: MP4/1C, MP4/1E Motor: Ford Cosworth DFV 3.0 V8, TAG/Porsche TTE PO1 1.5 V6T Pneumatiky: Michelin           |
| 7 8                                      | John Watson Niki Lauda                                                   | John Barnard , Robert Bell Alan Jenkins, Steve Nichols                                                                                            | |
| ATS (Team ATS)                           | ATS (Team ATS)                                                           | Model: D6 Motor: BMW M12/13 1.5 L4T Pneumatiky: Goodyear                                                                                          | Model: D6 Motor: BMW M12/13 1.5 L4T Pneumatiky: Goodyear                                                          |
| 9                                        | Manfred Winkelhock                                                       | Gustav Brunner | |
| Lotus (John Player Team Lotus)           | Lotus (John Player Team Lotus)                                           | Model: 91, 92, 93T Motor: Ford Cosworth DFV 3.0 V8, Renault-Gordini EF1 (Mecachrome) 1.5 V6T Pneumatiky: Goodyear                                 | Model: 91, 92, 93T Motor: Ford Cosworth DFV 3.0 V8, Renault-Gordini EF1 (Mecachrome) 1.5 V6T Pneumatiky: Goodyear |
| 11 12                                    | Elio de Angelis Nigel Mansell                                            | Colin Chapman, Timothy Densham, John Davis Tony Rudd, Peter Wright (manažer), Steve Hallam, Gérard Ducarouge                                      | |
| Renault (Equipe Renault Elf)             | Renault (Equipe Renault Elf)                                             | Model: RE30C, RE40 Motor: Renault Gordini EF1 1.5 V6T Pneumatiky: Michelin                                                                        | Model: RE30C, RE40 Motor: Renault Gordini EF1 1.5 V6T Pneumatiky: Michelin                                        |
| 15 16                                    | Alain Prost Eddie Cheever                                                | Jean-Pierre Boudy, André de Cortanze, Bernard Dudot Jean-François Robin, Alain Marguet, Bruno Mauduit Jean-Claude Migeot, Michel Tetu, Guy Audoux | |
| RAM (RAM Automotive Team March)          | RAM (RAM Automotive Team March)                                          | Model: 01 Motor: Ford Cosworth DFV 3.0 V8 Pneumatiky: Pirelli                                                                                     | Model: 01 Motor: Ford Cosworth DFV 3.0 V8 Pneumatiky: Pirelli                                                     |
| 17 18 17                                 | Eliseo Salazar Jean-Louis Schlesser Jacques Villeneuve Sr. Kenny Acheson | Sergio Rinland | |
| Alfa Romeo (Marlboro Team Alfa Romeo)    | Alfa Romeo (Marlboro Team Alfa Romeo)                                    | Model: 183T Motor: Alfa Romeo 890T 1.5 V8T Pneumatiky: Michelin                                                                                   | Model: 183T Motor: Alfa Romeo 890T 1.5 V8T Pneumatiky: Michelin                                                   |
| 22 23                                    | Andrea de Cesaris Mauro Baldi                                            | Carlo Chiti, Luigi Marmiroli, Mario Tolentino | |
| Ligier (Equipe Talbot Gitanes)           | Ligier (Equipe Talbot Gitanes)                                           | Model: JS21 Motor: Ford Cosworth DFV 3.0 V8 Pneumatiky: Michelin                                                                                  | Model: JS21 Motor: Ford Cosworth DFV 3.0 V8 Pneumatiky: Michelin                                                  |
| 25 26                                    | Jean-Pierre Jarier Raul Boesel                                           | Michel Beaujon, Jean-Claude Guénard, Henri Durand                                                                                                 | |
| Ferrari (Scuderia Ferrari SpA SEFAC)     | Ferrari (Scuderia Ferrari SpA SEFAC)                                     | Model: 126C2B, 126C3 Motor: Ferrari 021 1.5 V6T Pneumatiky: Good year                                                                             | Model: 126C2B, 126C3 Motor: Ferrari 021 1.5 V6T Pneumatiky: Good year                                             |
| 27 28                                    | Patrick Tambay René Arnoux                                               | Stefano Govoni, Luigi Bazzi, Gianfranco Fantuzzi Mauro Forghieri, Harvey Postlethwaite                                                            | |
| Arrows (Arrows Racing Team)              | Arrows (Arrows Racing Team)                                              | Model: A6 Motor: Ford Cosworth DFV 3.0 V8 Pneumatiky: Good year                                                                                   | Model: A6 Motor: Ford Cosworth DFV 3.0 V8 Pneumatiky: Good year                                                   |
| 29 30                                    | Marc Surer Chico Serra Alan Jones Thierry Boutsen                        | Colin McGrory, Dave Wass | |
| Osella (Osella Squadra Corse)            | Osella (Osella Squadra Corse)                                            | Model: FA1D, FA1E Motor: Ford Cosworth DFV 3.0 V8 Alfa Romeo 1260 3.0 V12 Pneumatiky: Michelin                                                    | Model: FA1D, FA1E Motor: Ford Cosworth DFV 3.0 V8 Alfa Romeo 1260 3.0 V12 Pneumatiky: Michelin                    |
| 31 32                                    | Corrado Fabi Piercarlo Ghinzani                                          | Tony Southgate | |
| Theodore (Theodore Racing Team)          | Theodore (Theodore Racing Team)                                          | Model: N183 Motor: Ford Cosworth DFV 3.0 V8 Pneumatiky: Goodyear                                                                                  | Model: N183 Motor: Ford Cosworth DFV 3.0 V8 Pneumatiky: Goodyear                                                  |
| 33 34                                    | Roberto Guerrero Johnny Cecotto                                          | Morris Nunn, Nigel Bennett | |
| Toleman (Candy Toleman Motorsport)       | Toleman (Candy Toleman Motorsport)                                       | Model: TG183B Motor: Hart 415T 1.5 L4T Pneumatiky: Pirelli                                                                                        | Model: TG183B Motor: Hart 415T 1.5 L4T Pneumatiky: Pirelli                                                        |
| 35 36                                    | Derek Warwick Bruno Giacomelli                                           | Rory Byrne, John Gentry Pat Symonds, Paul Crooks                                                                                                  | |
| Spirit (Spirit Racing)                   | Spirit (Spirit Racing)                                                   | Model: 201, 201C Motor: Honda RA163E 1.5 V6T Pneumatiky: Goodyear                                                                                 | Model: 201, 201C Motor: Honda RA163E 1.5 V6T Pneumatiky: Goodyear                                                 |
| 40                                       | Stefan Johansson                                                         | Gordon Coppuck, Tim Wright | |

## Velké ceny
| Datum             | Grand Prix                                  | Náhled | Akce              | Jezdec              | Vůz                       | Stav MS       |
| ----------------- | ------------------------------------------- | ------ | ----------------- | ------------------- | ------------------------- | ------------- |
| 1. GP 13. březen  | Brazílie Jacarepaguá (Výsledky)             |        | Závod             | Nelson Piquet       | Brabham-BMW BT52          | Nelson Piquet |
| 1. GP 13. březen  | Brazílie Jacarepaguá (Výsledky)             | Kolo   | Nelson Piquet     | Brabham-BMW BT52    |                           | Nelson Piquet |
| 1. GP 13. březen  | Brazílie Jacarepaguá (Výsledky)             | Pole   | Keke Rosberg      | Williams-Honda FW09 |                           | Nelson Piquet |
| 2. GP 27. březen  | USA Západ Long Beach (Výsledky)             |        | Závod             | John Watson         | McLaren-TAG MP4/1E        | Niki Lauda    |
| 2. GP 27. březen  | USA Západ Long Beach (Výsledky)             | Kolo   | Niki Lauda        | McLaren-TAG MP4/1E  |                           | Niki Lauda    |
| 2. GP 27. březen  | USA Západ Long Beach (Výsledky)             | Pole   | Patrick Tambay    | Ferrari 126C3       |                           | Niki Lauda    |
| 3. GP 17. duben   | Francie Paul-Ricard (Výsledky)              |        | Závod             | Alain Prost         | Renault RE40              | Nelson Piquet |
| 3. GP 17. duben   | Francie Paul-Ricard (Výsledky)              | Kolo   | Alain Prost       | Renault RE40        |                           | Nelson Piquet |
| 3. GP 17. duben   | Francie Paul-Ricard (Výsledky)              | Pole   | Alain Prost       | Renault RE40        |                           | Nelson Piquet |
| 4. GP 1. květen   | San Marino Imola (Výsledky)                 |        | Závod             | Patrick Tambay      | Ferrari 126C3             | Alain Prost   |
| 4. GP 1. květen   | San Marino Imola (Výsledky)                 | Kolo   | Riccardo Patrese  | Brabham-BMW BT52    |                           | Alain Prost   |
| 4. GP 1. květen   | San Marino Imola (Výsledky)                 | Pole   | René Arnoux       | Ferrari 126C3       |                           | Alain Prost   |
| 5. GP 15. květen  | Monako Circuit de Monaco (Výsledky)         |        | Závod             | Keke Rosberg        | Williams-Honda FW09       | Nelson Piquet |
| 5. GP 15. květen  | Monako Circuit de Monaco (Výsledky)         | Kolo   | Nelson Piquet     | Brabham-BMW BT52    |                           | Nelson Piquet |
| 5. GP 15. květen  | Monako Circuit de Monaco (Výsledky)         | Pole   | Alain Prost       | Renault RE40        |                           | Nelson Piquet |
| 6. GP 22. květen  | Belgie Spa-Francorchamps (Výsledky)         |        | Závod             | Alain Prost         | Renault RE40              | Alain Prost   |
| 6. GP 22. květen  | Belgie Spa-Francorchamps (Výsledky)         | Kolo   | Andrea de Cesaris | Alfa Romeo 183T     |                           | Alain Prost   |
| 6. GP 22. květen  | Belgie Spa-Francorchamps (Výsledky)         | Pole   | Alain Prost       | Renault RE40        |                           | Alain Prost   |
| 7. GP 5. červen   | Detroit (Výsledky)                          |        | Závod             | Michele Alboreto    | Tyrrell-Ford Cosworth 012 | Alain Prost   |
| 7. GP 5. červen   | Detroit (Výsledky)                          | Kolo   | John Watson       | McLaren-TAG MP4/1E  |                           | Alain Prost   |
| 7. GP 5. červen   | Detroit (Výsledky)                          | Pole   | René Arnoux       | Ferrari 126C3       |                           | Alain Prost   |
| 8. GP 12. červen  | Kanada Circuit Gilles Villeneuve (Výsledky) |        | Závod             | René Arnoux         | Ferrari 126C3             | Alain Prost   |
| 8. GP 12. červen  | Kanada Circuit Gilles Villeneuve (Výsledky) | Kolo   | Patrick Tambay    | Ferrari 126C3       |                           | Alain Prost   |
| 8. GP 12. červen  | Kanada Circuit Gilles Villeneuve (Výsledky) | Pole   | René Arnoux       | Ferrari 126C3       |                           | Alain Prost   |
| 9. GP 3. červenec | Velká Británie Silverstone (Výsledky)       |        | Závod             | Alain Prost         | Renault RE40              | Alain Prost   |
| 9. GP 3. červenec | Velká Británie Silverstone (Výsledky)       | Kolo   | Alain Prost       | Renault RE40        |                           | Alain Prost   |
| 9. GP 3. červenec | Velká Británie Silverstone (Výsledky)       | Pole   | René Arnoux       | Ferrari 126C3       |                           | Alain Prost   |
| 10. GP 7. srpen   | Německo Hockenheimring (Výsledky)           |        | Závod             | René Arnoux         | Ferrari 126C3             | Alain Prost   |
| 10. GP 7. srpen   | Německo Hockenheimring (Výsledky)           | Kolo   | René Arnoux       | Ferrari 126C3       |                           | Alain Prost   |
| 10. GP 7. srpen   | Německo Hockenheimring (Výsledky)           | Pole   | Patrick Tambay    | Ferrari 126C3       |                           | Alain Prost   |
| 11. GP 14. srpen  | Rakousko Osterreichring (Výsledky)          |        | Závod             | Alain Prost         | Renault RE40              | Alain Prost   |
| 11. GP 14. srpen  | Rakousko Osterreichring (Výsledky)          | Kolo   | Alain Prost       | Renault RE40        |                           | Alain Prost   |
| 11. GP 14. srpen  | Rakousko Osterreichring (Výsledky)          | Pole   | Patrick Tambay    | Ferrari 126C3       |                           | Alain Prost   |
| 12. GP 28. srpen  | Nizozemsko Zandvoort (Výsledky)             |        | Závod             | René Arnoux         | Ferrari 126C3             | Alain Prost   |
| 12. GP 28. srpen  | Nizozemsko Zandvoort (Výsledky)             | Kolo   | René Arnoux       | Ferrari 126C3       |                           | Alain Prost   |
| 12. GP 28. srpen  | Nizozemsko Zandvoort (Výsledky)             | Pole   | Nelson Piquet     | Brabham-BMW BT52    |                           | Alain Prost   |
| 13. GP 11. září   | Itálie Monza (Výsledky)                     |        | Závod             | Nelson Piquet       | Brabham-BMW BT52          | Alain Prost   |
| 13. GP 11. září   | Itálie Monza (Výsledky)                     | Kolo   | Nelson Piquet     | Brabham-BMW BT52    |                           | Alain Prost   |
| 13. GP 11. září   | Itálie Monza (Výsledky)                     | Pole   | Riccardo Patrese  | Brabham-BMW BT52    |                           | Alain Prost   |
| 14. GP 25. září   | Evropa Brands Hatch (Výsledky)              |        | Závod             | Nelson Piquet       | Brabham-BMW BT52          | Alain Prost   |
| 14. GP 25. září   | Evropa Brands Hatch (Výsledky)              | Kolo   | Nigel Mansell     | Lotus-Renault 92    |                           | Alain Prost   |
| 14. GP 25. září   | Evropa Brands Hatch (Výsledky)              | Pole   | Elio de Angelis   | Lotus-Renault 92    |                           | Alain Prost   |
| 15. GP 15. říjen  | Jihoafrická republika Kyalami (Výsledky)    |        | Závod             | Riccardo Patrese    | Brabham-BMW BT52          | Nelson Piquet |
| 15. GP 15. říjen  | Jihoafrická republika Kyalami (Výsledky)    | Kolo   | Nelson Piquet     | Brabham-BMW BT52    |                           | Nelson Piquet |
| 15. GP 15. říjen  | Jihoafrická republika Kyalami (Výsledky)    | Pole   | Patrick Tambay    | Ferrari 126C3       |                           | Nelson Piquet |

### Velké ceny nezapočítávané do MS
| Datum     | Grand Prix        | Okruh        | Náhled | Vítěz        | Vůz            | Výsledky |
| --------- | ----------------- | ------------ | ------ | ------------ | -------------- | -------- |
| 10. duben | Race of Champions | Brands Hatch |        | Keke Rosberg | Williams FW08C | Výsledky |

## Konečné hodnocení Mistrovství světa

### Jezdci
| *  | Jezdec             | Body | Vítězství | Podium | Pole |
| -- | ------------------ | ---- | --------- | ------ | ---- |
| 1  | Nelson Piquet      | 59   | 3         | 8      | 1    |
| 2  | Alain Prost        | 57   | 4         | 7      | 3    |
| 3  | René Arnoux        | 49   | 3         | 7      | 4    |
| 4  | Patrick Tambay     | 40   | 1         | 5      | 4    |
| 5  | Keke Rosberg       | 27   | 1         | 2      | 1    |
| 6  | Eddie Cheever      | 22   |           | 4      |      |
| 7  | John Watson        | 22   | 1         | 3      |      |
| 8  | Andrea de Cesaris  | 15   |           | 2      |      |
| 9  | Riccardo Patrese   | 13   | 1         | 2      | 1    |
| 10 | Niki Lauda         | 12   |           | 2      |      |
| 11 | Jacques Laffite    | 11   |           |        |      |
| 12 | Michele Alboreto   | 10   | 1         | 1      |      |
| 13 | Nigel Mansell      | 10   |           | 1      |      |
| 14 | Derek Warwick      | 9    |           |        |      |
| 15 | Marc Surer         | 4    |           |        |      |
| 16 | Mauro Baldi        | 3    |           |        |      |
| 17 | Danny Sullivan     | 2    |           |        |      |
| 18 | Elio de Angelis    | 2    |           |        | 1    |
| 19 | Bruno Giacomelli   | 1    |           |        |      |
| 20 | Johnny Cecotto     | 1    |           |        |      |
| 21 | Thierry Boutsen    | 0    |           |        |      |
| 22 | Jean-Pierre Jarier | 0    |           |        |      |
| 23 | Chico Serra        | 0    |           |        |      |
| 24 | Raul Boesel        | 0    |           |        |      |
| 25 | Stefan Johansson   | 0    |           |        |      |
| 26 | Manfred Winkelhock | 0    |           |        |      |
| 27 | Corrado Fabi       | 0    |           |        |      |
| 28 | Piercarlo Ghinzani | 0    |           |        |      |
| 29 | Roberto Guerrero   | 0    |           |        |      |
| 30 | Kenny Acheson      | 0    |           |        |      |
| 31 | Jonathan Palmer    | 0    |           |        |      |
| 32 | Eliseo Salazar     | 0    |           |        |      |
| 33 | Alan Jones         | 0    |           |        |      |

### Pohár konstruktérů
| *  | Konstruktér       | Šasí         | Motor               | Body | Vítězství | Podium | Pole |
| -- | ----------------- | ------------ | ------------------- | ---- | --------- | ------ | ---- |
| 1  | Ferrari           | 126C2B 126C3 | Ferrari 021         | 89   | 4         | 12     | 8    |
| 2  | Renault           | RE30C RE40   | Renault-Gordini EF1 | 79   | 4         | 11     | 3    |
| 3  | Brabham-BMW       | BT52 BT52B   | BMW M12/13          | 72   | 4         | 10     | 2    |
| 4  | Williams-Ford     | FW08C        | Ford Cosworth DFV   | 36   | 1         | 2      | 1    |
| 5  | McLaren-Ford      | MP4/1C       | Ford Cosworth DFV   | 34   | 1         | 5      |      |
| 6  | Alfa Romeo        | 183T         | Alfa Romeo 890T     | 18   |           | 2      |      |
| 7  | Tyrrell-Ford      | 011 012      | Ford Cosworth DFY   | 12   | 1         | 1      |      |
| 8  | Lotus- Renault    | 93T 94T      | Renault-Gordini EF1 | 11   |           | 1      | 1    |
| 9  | Toleman-Hart      | TG183B       | Hart 415T           | 10   |           |        |      |
| 10 | Arrows-Ford       | A6           | Ford Cosworth DFV   | 4    |           |        |      |
| 11 | Williams-Honda    | FW09         | Honda RA163E        | 2    |           |        |      |
| 12 | Lotus-Ford        | 92           | Ford Cosworth DFV   | 1    |           |        |      |
| 13 | Theodore-Ford     | N183         | Ford Cosworth DFV   | 1    |           |        |      |
| 14 | Osella-Ford       | FA1D         | Ford Cosworth DFV   |      |           |        |      |
| 15 | McLaren-TAG       | MP4/1E       | TAG Porsche P01     |      |           |        |      |
| 16 | Spirit-Honda      | 201C         | Honda RA163E        |      |           |        |      |
| 17 | Osella-Alfa Romeo | FA1E         | Alfa Romeo 1260     |      |           |        |      |
| 18 | RAM-March-Ford    | 01           | Ford Cosworth DFV   |      |           |        |      |
| 19 | Ligier-Ford       | JS21         | Ford Cosworth DFV   |      |           |        |      |
| 20 | ATS-BMW           | D6           | BMW M12/13          |      |           |        |      |

### Národy
| * | Jezdec         | Body |
| - | -------------- | ---- |
| 1 | Francie        | 147  |
| 2 | Brazílie       | 59   |
| 3 | Itálie         | 44   |
| 4 | Velká Británie | 41   |
| 5 | Finsko         | 27   |
| 6 | USA            | 24   |
| 7 | Rakousko       | 12   |
| 8 | Švýcarsko      | 4    |
| 9 | Venezuela      | 1    |